# Ходзё Сигэтоки
Ходзё Сигэтоки (яп. 北条重時; 11 сентября 1198 — 24 ноября 1261) — японский военный и государственный деятель периода Камакура, 3-й рокухара-тандай (1230—1247) и 2-й рэнсё (1247—1256). Автор обучающих и философских трудов.

## Жизнеописание
Представитель рода Ходзё. Третий сын Ходзё Ёситоки (1163—1224), 2-го сиккэна Японии (1205—1224). В 1219 году Сигэтоки начал свою карьеру в свите сёгуна Фудзивара-но Ёрицунэ. В 1221 году он участвовал в походе своего отца против императора Го-Тоба. После этого он становится одним из охранников сёгуна.
В 1223 году Ходзё Сигэтоки получил должность губернатора провинции Суруга, а в 1230 году был назначен наместником сёгуна в Киото (ракухара-тандай). Эту должность он занимал до 1247 года (она была передана сыну Сигэтоки — Ходзё Нагатоки). В 1229—1233 годах во время большого голода Сигэтоки сумел наладить поставки зерна в Киото и Камакуру. В 1236 году он получил 5-й придворный ранг, а 1237 году был назначен номинальным губернатором провинции Сагами, которую фактически контролировал род Миура. В 1238 году Сигэтоки провел реформу полиции Киото и провел освещения улиц.
Ходзё Сигэтоки отправился в Камакуру, чтобы помог сиккэну Ходзё Токиёри в организации бакуфу. В 1246 году он способствовал назначению на должность сиккэна Ходзё Токиёри. В 1245 году Сигэтоки возглавил военную кампанию против пиратов Сикоку и Кюсю, но не достиг полного успеха. В дальнейшем он участвовал в борьбе против клана Миура. Именно Ходзё Сигэтоки нанес им решительное поражение в 1247 году.
В 1249 году Сигэтоки назначается губернатором провинции Муцу. В 1252 году он способствовал назначению сёгуном принца Мунэтаки. В 1253 году Ходзё Сигэтоки заболел. В 1256 году он постригся в монахи и удалился в им же построенную храмовую школу Рицу Гокуракудзи, где и провел остаток жизни в одиночестве и размышлениях.

## Творчество
Из сочинений Ходзё Сигэтоки до нас дошло два: «Предписания господина Рокухара» — собрание практических советов, написанное в 1247 году для его сына Ходзё Нагатоки, и «Послание мастера Гокуракудзи», написанное вскоре после 1256 года для сына и старших членов рода Ходзё. Последний текст состоит из 100 статей и написан в стиле канамадзири. Его основная тема — нравственные обязанности воина и поведение, которому в идеале должны следовать ведущие представители военного положения. Через все произведение сквозной нитью проходит буддийская любовь ко всем живым существам и понимание возмездия кармы.